# Туалин
Туали́н (бел. Туалін) — деревня в составе Вишовского сельсовета Белыничского района Могилёвской области Белоруссии. Население — 19 человек (2009).

## География

### Расположение
В 23 км на восток от Белынич, в 23 км от Могилёва и железнодорожной станции Могилёв I.

## Транспортная система
Транспортная связь по просёлочной дороге, затем по автодороге Минск — Могилёв. Планировка линейная. Застройка двухсторонняя, деревянными домами усадебного типа.

## История
В 1858 году — деревня в Могилёвском уезде, 13 ревизских душ. В 1897 году упоминается как деревня Тэалин, 11 дворов, 67 жителей, в Княжицкой волости Могилёвского уезда Могилёвской губернии. Рядом был одноимённый посёлок (5 дворов, 39 жителей). С февраля до октября 1918 года оккупирована германской армией.
В 1931 году организован колхоз имени М. В. Фрунзе. 2 июля 1941 года оккупирована немецко-фашистскими захватчиками. Во время Великой Отечественной войны на фронтах погибли 27 местных жителей. Освобождена 29 июня 1944 года.
В 1986 году — в составе колхоза имени М. В. Фрунзе с центром в деревне Ермоловичи.

## Население

### Численность
- 2009 год — 19 жителей.

### Динамика
- 1897 год — 11 дворов, 67 жителей; в посёлке — 5 дворов, 39 жителей.
- 1909 год — 12 дворов, 56 жителей; в посёлке — 6 дворов, 31 житель.
- 1959 год — 152 жителя.
- 1970 год — 106 жителей.
- 1986 год — 62 жителя.
- 2002 год — 15 дворов, 29 жителей[2].
- 2007 год — 13 дворов, 23 жителя.
- 2009 год — 19 жителей.